# Калашников, Юрий Васильевич (фронтовик)
Юрий Васильевич Калашников (30 мая 1924, Оренбургская область — 10 августа 1992, Москва) — командир сапёрного отделения 114-го отдельного гвардейского сапёрного батальона 100-й гвардейской стрелковой дивизии 9-й гвардейской армии 3-го Украинского фронта, гвардии старший сержант. Полный кавалер ордена Славы

## Биография
Родился 30 мая 1924 года в городе Бугуруслан Оренбургской области в семье служащего. Русский. Член ВКП/КПСС с 1951 года. Окончил 7 классов Аллах-Юньской школы Якутии. Работал учётчиком на Усть-Аллахской базе продовольственного снабжения «Джугджурзолототранс».
В Красную Армию призван в августе 1942 года Аллах-Юньским райвоенкоматом Якутской АССР. На фронте в Великую Отечественную войну с июня 1944 года.
Сапёр 114-го отдельного гвардейского сапёрного батальона гвардии красноармеец Юрий Калашников при форсировании реки Свирь в районе города Лодейное Поле Ленинградской области у населённого пункта Мирошкиничи 21 июня 1944 года под сильным огнём противника, будучи старшим лодки, переправил два стрелковых отделения на правый берег реки.
3 июля 1944 года под неприятельским огнём разминировал мост на дороге Пучейло — Палахта, чем обеспечил продвижение наступающих советских войск. 8 июля 1944 года в ходе разведки в районе озера Пюсрея-Лапши вынес из-под огня тяжело раненного разведчика. Приказом от 31 июля 1944 года «за образцовое выполнение заданий командования в боях с немецко-фашистскими захватчиками» гвардии красноармеец Калашников Юрий Васильевич награждён орденом Славы 3-й степени.
Командир сапёрного отделения 114-го отдельного гвардейского сапёрного батальона сержант Калашников Ю. В. 5 апреля 1945 года южнее города Мёдлинг, расположенного в 10 километрах юго-западнее столицы Австрии — города Вены, действуя в боевых порядках пехоты, вместе с бойцами под огнём разминировал шесть мостов. Лично обезвредил свыше 50 противотанковых мин и 15 мин-«сюрпризов». Командуя отделением, гвардии сержант Калашников на шоссе Гумпольдскирхен — Мёдлинг под огнём разобрал шесть баррикад, усиленных фугасами, и одним из первых ворвался в австрийский город Мёдлинг. Приказом от 18 апреля 1945 года «за образцовое выполнение заданий командования в боях с немецко-фашистскими захватчиками» гвардии сержант Калашников Юрий Васильевич награждён орденом Славы 2-й степени.
С 6 по 13 апреля 1945 года, действуя в боёв, порядках пехоты на подступах к австрийской столице — городу Вене, гвардии старший сержант Юрий Калашников обезвредил с отделением 197 противотанковых и 117 противопехотных мин, 17 фугасов. 11 апреля 1945 года первым форсировал Донау-канал в Вене и проделал проход через минное поле, при этом обезвредил 37 противопехотных мин. 13 апреля 1945 года гвардии старший сержант Калашников вместе с бойцами проделал проход через 17 баррикад, снял 65 противотанковых и 32 противопехотных мины противника. В уличных боях в городе Вене командир сапёрного отделения Юрий Калашников уничтожил трёх вражеских солдат. «За образцовое выполнение заданий командования в боях с немецко-фашистскими захватчиками» при взятии Вены 30 апреля 1945 года гвардии старший сержант Калашников был повторно награждён орденом Славы 2-й степени.
Указом Президиума Верховного Совета СССР от 19 августа 1955 года «за образцовое выполнение заданий командования в боях с немецко-фашистскими захватчиками» Калашников Юрий Васильевич перенаграждён орденом Славы 1-й степени, став полным кавалером ордена Славы.
В 1945 году гвардии старшина Калашников Ю. В. демобилизован. Окончил Чимкентский политехнический техникум. В 1949—1954 годах работал оперуполномоченным Тимптонского районного отдела милиции в посёлке Чульман Якутской АССР. В последующие годы трудился на строительстве, затем главным специалистом проектного института «Дальгипрорыбпром». В 1980-е годы жил в городе Калуга, затем переехал к детям в столицу — город Москву.
Участник Парада Победы 1985 года на Красной площади в Москве.
Скончался 10 августа 1992 года. Похоронен на Волковском кладбище в городе Мытищи.

## Память
- В городе Раменское Московской области в честь Героев-десантников названа улица.
- Имя Ю. В. Калашникова присвоено одному из переулков Якутска.

## Награды
За боевые и трудовые успехи был награждён:
- орден Октябрьской Революции
- Орден Славы I степени (19.08.1955)
- Орден Славы II степени (18.04.1945)
- Орден Славы III степени (31.07.1944)
- орден Отечественной войны I степени
- медалями